# 五角海胆蟹
五角海胆蟹（学名：Echinoecus pentagonus）为菱蟹科海胆蟹属的动物。分布于日本、夏威夷、越南、红海、马达加斯加以及中国大陆的西沙群岛等地，生活环境为海水，主要栖息于近沿岸带浅水中。